# 甘蔗街道
甘蔗街道是中国福建省福州市闽侯县下辖的一个街道，为闽侯县城所在地。

## 历史沿革
甘蔗街道原为甘蔗镇，2005年撤销甘蔗镇，设立甘蔗街道，原甘蔗镇的行政区域为甘蔗街道的行政区域。

## 行政区划
甘蔗街道下辖以下地区：
福龙社区、三福社区、双福社区、滨江社区、瀛洲社区、青岐村、十字村、长江村、大元村、双池村、五福村、化龙村、三英村、山前村、横屿村、昙石村、洽浦村、南山村和流洋村。